# Un mauvais garçon (film, 1932)
Pour les articles homonymes, voir No Man of Her Own.
Pour plus de détails, voir Fiche technique et Distribution.
Un mauvais garçon (No Man of Her Own) est un film américain réalisé par Wesley Ruggles, sorti en 1932.

## Synopsis
Babe Steward (Clark Gable) est un joueur invétéré qui gagne sa vie en trichant aux cartes. Après une énième arnaque où il frôle la prison, il part au hasard dans une petite ville se faire oublier. Il rencontre alors la jeune bibliothécaire Connie Randall (Carole Lombard) et tombe sous son charme. À la suite du résultat ambigu d'un lancer de dé, ils décident de se marier et partent pour New York. Mais Babe est rattrapé par son passé de joueur, tandis que Connie découvre progressivement la personnalité de son mari.

## Fiche technique
- Titre : Un mauvais garçon
- Titre original : No Man of Her Own
- Réalisation : Wesley Ruggles
- Scénario : Milton Herbert Gropper et Maurine Dallas Watkins d'après une histoire de Benjamin Glazer et Edmund Goulding
- Producteur : Albert Lewis
- Société de production : Paramount Pictures
- Musique : W. Franke Harling
- Photographie : Leo Tover
- Costumes : Travis Banton
- Pays d'origine : États-Unis
- Format : Noir et blanc - Son : Mono (Western Electric Noiseless Recording)
- Genre : Comédie dramatique
- Durée : 85 minutes
- Date de sortie : 30 décembre 1932 (USA)

## Distribution
- Clark Gable : Babe Stewart
- Carole Lombard : Connie Randall
- Dorothy Mackaill : Kay Everly
- Grant Mitchell : Vane
- George Barbier : M. Randall
- Elizabeth Patterson : Mme Randall
- J. Farrell MacDonald : 'Dickie' Collins
- Tommy Conlon : Willie Randall
- Walter Walker : M. Morton
- Paul Ellis : Vargas
- Charley Grapewin : Employé
- Clinton Rosemond : Porteur

## Autour du film
Un mauvais garçon est l'unique film où Clark Gable et Carole Lombard apparaissent ensemble à l'écran. En 1932, les deux acteurs ne sont alors pas épris l'un de l'autre, Carole Lombard étant mariée à William Powell et Clark Gable à Maria Franklin Gable. Ce n'est que quelques années plus tard qu'ils entameront une longue liaison, marquée par leur mariage en mars 1939 et par la mort tragique de l'actrice dans un accident d'avion en janvier 1942.